# سفارة تركيا لدى السعودية
سفارة تركيا لدى السعودية هي الممثلية الدبلوماسية العليا لدولة تركيا لدى المملكة العربية السعودية. تقع السفارة في حي السفارات في الرياض.